# Ork
En ork er et fantasivæsen. De optræder i flere forskellige fantasiuniverser og varierer i udseende, men er typisk uhyggelige at se på med mørkegrøn hud og store hugtænder stikkende ud fra undermunden.
Orker er kendte fra både historier, film, computerspil, rollespil, mm.
Ork er et dansk eller germansk ord for orc, der kommer fra det latinske ord orcus. Orcus er et synonym for den romersk-græske gud Pluto (eller Hades), der var hersker over underverdenen og de døde – og sammenlignes i bibelsk henseende med dæmoner o.l.

## Orker i det oldengelske og i middelalderen
I det oldengelske eventyr om Beowulf kæmper helten Beowulf mod den onde Grendel, som nedstammer fra racen Orc-néas, der betyder "døde orcus". Grendel boede i en hule under vand, lige som en anden af middelalderens orker – Spækhuggeren. Spækhuggeren kaldes på engelsk orca og blev i en kilde fra middelalderen beskrevet som: Skældet, grissetrynet, stivbørstet og havde stødtænder (ligesom orken i nogle fantasyromaner).

## Orker i Ringenes Herre
Orken som den kendes fra fantasyuniverset stammer fra Tolkiens Ringenes Herre. Tolkien har fået meget af sin inspiration fra eventyret om Beowulf (omtalt ovenfor). Tolkiens orker bor i huler i klipper, hvor de tjener en ondere skabning end de selv. I Hobitten optræder orker under den engelske betegnelse goblins eller hobgoblins der i den danske udgave er oversat som bjergtrolde. I Ringenes Herre bruges i den engelske udgave betegnelsen orc, i den danske udgave oversat til ork.
I modsætning til Orker fra fx Warhammer eller Warcraft har Tolkiens orker ikke grøn hud.

## Orker i Warhammer
Orkerne tilhører, i warhammer verdenen, arten grønhuder. De er de største af grønhuderne og utroligt dumme. 
De er berygtet for deres evendelige lyst til krig. De går ikke i krig for vinding eller hævn men simpelthen fordi de har lyst.
I orkernes verden bliver ledere valgt, udelukkende ud fra deres størrelse og vildskab. Orkerne har ingen former for teknologi, da de ikke har hjerne og viden til at opfinde det. De kan dog smede våben og rustninger fordi de engang var slaver hos kaosdværgene.

## Orker i Warcraft
En ork i Warcraft og World of Warcraft (på engelsk Orc), er betegnelsen på en race, hvor man blandt andet kan finde helte som Thrall, Durotan og Mother Kashur
Disse orker har oprindeligt rød hud, men som følge af Gul'Dans korruption af racen, har mange grøn hud. De kommer fra "Draenor", som er en alternativ verden i World Of Warcraft universet.
Orkernes hovedstad i Azeroth hedder Orgrimmar, som de deler med deres allierede, blandt andre troldene fra Darkspear-stammen.

## Galleri
- Orkmaske baseret på Warhammer universet
- En ork fra Warhammer 40,000
- Ork kriger baseret på World of Warcraft
- Ork baseret på Ringenes Herre universetOrk baseret på Ringenes Herre universet
- Ork fra computerspillet Battle for Wesnoth
- Ork shaman